# Droit micronésien
Le droit micronésien est le droit appliqué aux États fédérés de Micronésie depuis leur indépendance des États-Unis le 3 novembre 1986 et la fin de la tutelle des Nations unies le 22 décembre 1990.

## Sources du droit

### Constitution
L'article 2 de la Constitution dispose que celle-ci est la loi suprême du pays, et que tout acte du gouvernement contraire à celle-ci est considéré comme nul.

### Droit coutumier
Le droit coutumier est protégé par l'article 5 qui dispose que rien dans la Constitution ne permet de retirer aux chefs locaux leurs fonctions, telles que reconnues par la coutume.
L'article 5, section 2 dispose que le droit coutumier micronésien peut être protégé par la loi.

## Organisation juridictionnelle

### Cour suprême
D'après l’article 11 de la Constitution, la Cour suprême est la plus haute juridiction des États fédérés de Micronésie. 
Elle est la seule juridiction pouvant prendre connaissance des conflits entre les États fédérés de la Micronésie, les officiels étrangers, les affaires maritime et l’amirauté, la Constitution, les lois nationales où les traités.

### Cours étatiques
Les Cours étatiques sont au nombre de quatre : la Cour de Chuuk, la Cour de Kosrae, la Cour de Pohnpei, et la Cour de Yap. 

#### Cour deChuuk
L'article 7(1) de la Constitution de l’État de Chuuk dispose que le pouvoir judiciaire de l’État est confié à la Cour suprême, aux Cours inférieures, et aux cours municipales. 

##### Cour suprême de Chuuk
L'article 7(2) de la Constitution de l'État de Chuuk dispose que la Cour suprême est la plus haute juridiction de l’État.

#### Cour deKosrae
L'article 6 de la Constitution de l'État de Kosrae dispose que le pouvoir judiciaire de l’État est confié à la Cour de l’État et aux autres tribunaux de l’État. L'article 6(2) dispose que la Cour de Kosrae est la plus haute juridiction de l’État.

#### Cour dePohnpei
L'article 10 de la Constitution de l'État de Pohnpei dispose que le pouvoir judiciaire de l’État est confié à la Cour suprême. La Cour est composée d'un juge en chef, et de quatre autres juges. Elle est divisée en une division de jugement et une division d'appel. Les juges de la Cour suprême sont membres de ces deux divisions. Un juge unique peut prendre connaissance des affaires devant la division de jugement, les trois autres juges sièges alors en appel s'il est formé.

#### Cour deYap
L'article 7(1) de la Constitution de l'État de Yap dispose que le pouvoir judiciaire est confié à la Cour d’État et aux autres tribunaux de l’État. La Cour de Yap est la plus haute juridiction de l’État.

## Sources

## Compléments